# 乌拉兹·伊萨耶夫
乌拉兹·詹扎科维奇·伊萨耶夫，（俄语：Ураз Джанзакови́ч Иса́ев，1899年5月16日（格里历：5月28日）—1938年8月29日），哈萨克族，苏联党和国家领导人。曾任哈萨克苏维埃社会主义共和国人民委员会主席、苏联内务部三人法庭成员。

## 生平
- 1899年5月16日（格里历：5月28日）出生于沙俄乌拉尔斯克州Lbischensky地区第4村的一个贫农家庭。俄哈双语学校二年级学历。
- 1915年7月-1916年11月，自家牧场工作。
- 1916年11月-1917年4月，第4村村委会文员。
- 1917年4月-11月，自家牧场工作。
- 1917年11月-1918年7月，乌拉尔斯克州Chelkar地区政府书记员。
- 1918年7月-1919年3月，自家牧场工作。
- 1919年3月-4月，乌拉尔斯克州民兵。
- 1919年4月-8月，自家牧场工作。
- 1919年8月-9月，乌拉尔斯克州利比申斯基区革命委员会指导员。
- 1919年9月-11月，自家牧场工作。
- 1919年11月-1920年9月，第四村村支书，切尔卡尔地区政府执行委员会副书记，政府副主席。1920年5月加入共青团。
- 1920年9月-1921年4月，乌拉尔地区县工会主席、巡视员，兼任乌拉尔斯克州贾姆拜廷区劳动局局长。
- 1921年4月-10月，乌拉尔省贾姆拜廷区契卡专员。1921年6月加入俄共（布）。
- 1921年10月-1922年11月，乌拉尔省契卡专员。
- 1922年11月-1923年7月，俄共（布）乌拉尔省省委指导员。
- 1923年7月-1924年8月，俄共（布）乌拉尔省贾姆拜廷区区委执行委员会书记。
- 1924年8月-10月，俄共（布）哈萨克自治社会主义苏维埃共和国控制委员会副主席，哈萨克自治社会主义苏维埃共和国工农监察副人民委员。
- 1924年9月-1925年4月，哈萨克自治社会主义苏维埃共和国中央执行委员会书记。
- 1925年4月-10月，俄共（布）哈萨克自治社会主义苏维埃共和国控制委员会副主席，哈萨克自治社会主义苏维埃共和国工农监察副人民委员。
- 1925年12月-1927年10月，俄共（布）哈萨克自治社会主义苏维埃共和国党委组织部副部长，哈萨克自治社会主义苏维埃共和国工农监察人民委员会行政文化科科长。
- 1927年10月-1928年12月，联共（布）哈萨克自治社会主义苏维埃共和国党委组织部长。期间，1927年11月-1928年12月，联共（布）哈萨克自治社会主义苏维埃共和国党委书记处书记。
- 1928年12月-1929年4月，联共（布）哈萨克自治社会主义苏维埃共和国党委第二书记。
- 1929年4月-1936年12月，哈萨克自治社会主义苏维埃共和国人民委员会主席。
- 1936年12月-1938年5月，哈萨克苏维埃社会主义共和国人民委员会主席。1937年加入苏联内务人民委员会三人法庭，参与大清洗。
- 1938年5月31日被捕。8月29日被判处死刑，当日在莫斯科科穆纳尔卡射击场执行，终年39岁。
- 1956年5月19日平反，6月11日恢复党籍。

伊萨耶夫是联共（布）15-17大代表，第16-17届中央候补委员，第17届中央委员；第1届苏联最高苏维埃联盟院代表。

## 荣誉
- 列宁勋章